# Laufenburg (Baden)
Laufenburg (Baden) (alemannisch: Laufeburg), bis 1930 Kleinlaufenburg, ist eine Kleinstadt am Hochrhein im Landkreis Waldshut in Baden-Württemberg direkt an der Grenze zwischen Deutschland und der Schweiz.

## Geographie

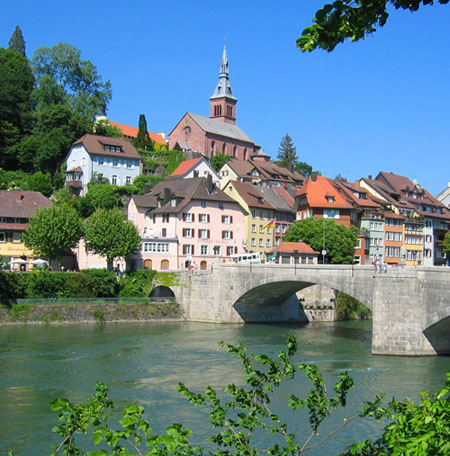
Das deutsche Laufenburg von der Schweizer Seite aus gesehen

Laufenburg am Rhein, 1906

Laufenburg ist eine der „vier Waldstädte“ am Rande des Hotzenwalds und deutsche Grenzstadt zur Schweiz. Auf der Schweizer Seite des Rheins liegt der 1801 durch den Frieden von Lunéville abgetrennte Stadtteil Laufenburg AG (Aargau), ehemals „mehrere Stadt“ oder Grosslaufenburg genannt, während der nun badische Teil „mindere Stadt“ oder Kleinlaufenburg hieß. Seit dem Mittelalter verbinden Brücken die beiden Ortsteile. 1911 wurde die moderne Laufenbrücke an der Stelle der älteren Brücke dem Verkehr übergeben, 2004 folgte die wenig rheinaufwärts liegende Hochrheinbrücke.

### Städte und Gemeinden in der Umgebung
- Nachbarorte: Laufenburg AG, Kaisten (CH), Murg, Rickenbach (Hotzenwald), Görwihl, Albbruck, Mettauertal (CH)
- Zentralorte in der nahen Umgebung (< 15 km): Bad Säckingen, Waldshut-Tiengen, Laufenburg AG, Stein AG, Frick
- Weitere Umgebung (> 15 km): Lörrach, Basel, Brugg, Aarau, Zürich, Schaffhausen, St. Blasien, Todtmoos, Freiburg, Singen (Hohentwiel)

### Stadtgliederung
Zur Stadt Laufenburg (Baden) gehören die früher selbstständigen Gemeinden Binzgen (1160 Einwohner), Grunholz (625 Einwohner), Hauenstein (bis zur Eingemeindung kleinste Stadt Deutschlands, heute 97 Einwohner), Hochsal (555 Einwohner), Luttingen (1102 Einwohner), Rotzel (518 Einwohner) und Stadenhausen (140 Einwohner).
Zur ehemaligen Gemeinde Binzgen gehören das Dorf Binzgen, die Zinken Bühl, Diegeringer Mühle, Gaisbühl, Hammer, Hochrütte (Bürlishäuser) und Loch (Binzger Loch), das Gehöft Mittlerholz und die Häuser Hinterfeld (Rohr) und Spechtenhof (Rappenstein). Zu den ehemaligen Gemeinden Grunholz, Hauenstein und Luttingen gehören jeweils nur die gleichnamigen Dörfer. Zur Stadt Laufenburg (Baden) in den Grenzen von vor der Gemeindereform der 1970er Jahre gehören die Stadt Laufenburg (Baden) und die Stadtteile Rhina und Stadenhausen. Zur ehemaligen Gemeinde Rotzel gehören das Dorf Rotzel, der Zinken Hübel und die Höfe Im Rebland und Winterhof.
Bei Laufenburg münden mehrere kleine Gewässer von rechts in den Rhein: der Mühlbach an der Stadtgrenze zu Albbruck, der Bleielbach, der Feldgraben, der Andelsbach, das Hänner Wuhr, der Schreiebach und der Seelbach.

## Geschichte

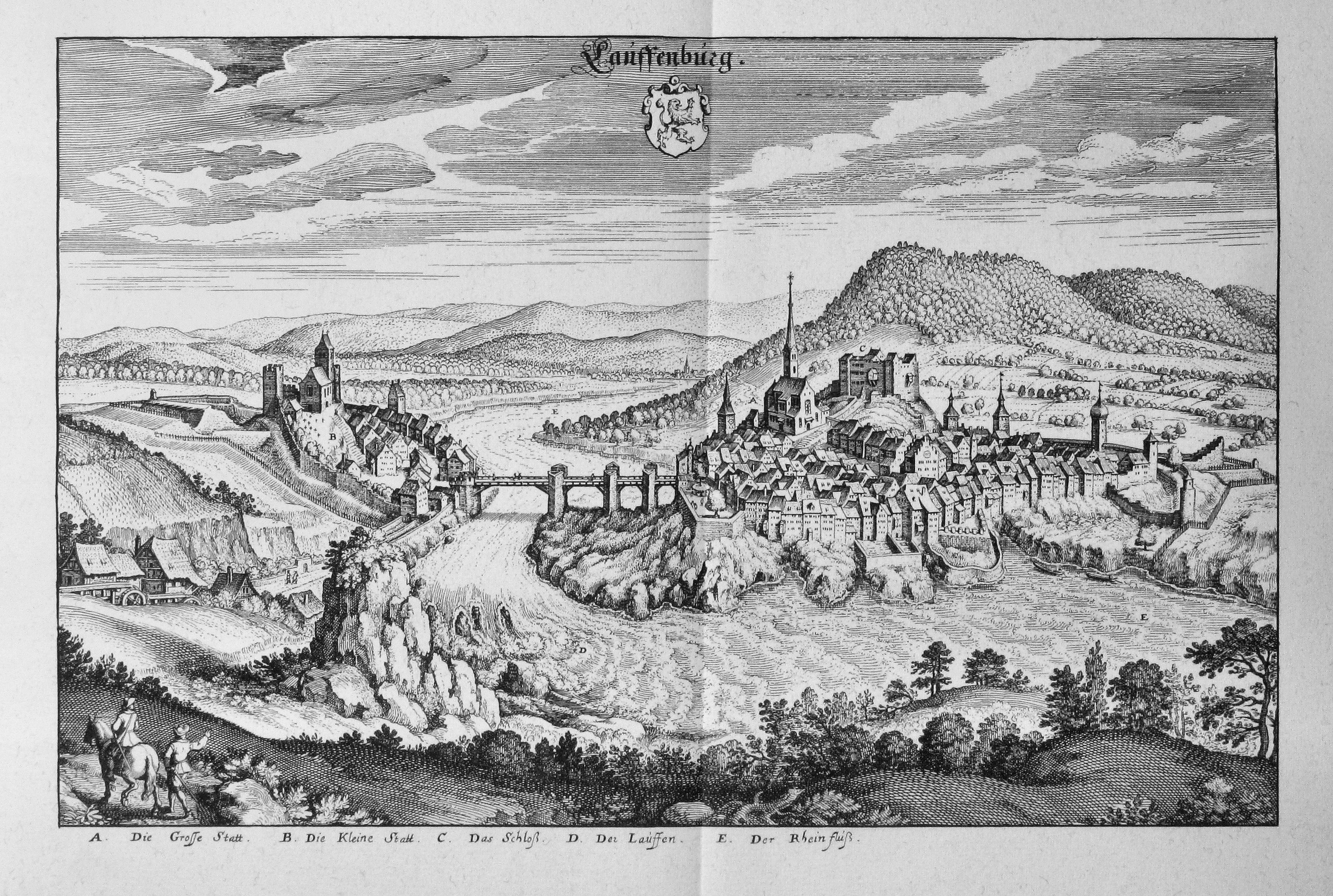
Merian: Laufenburg um 1640

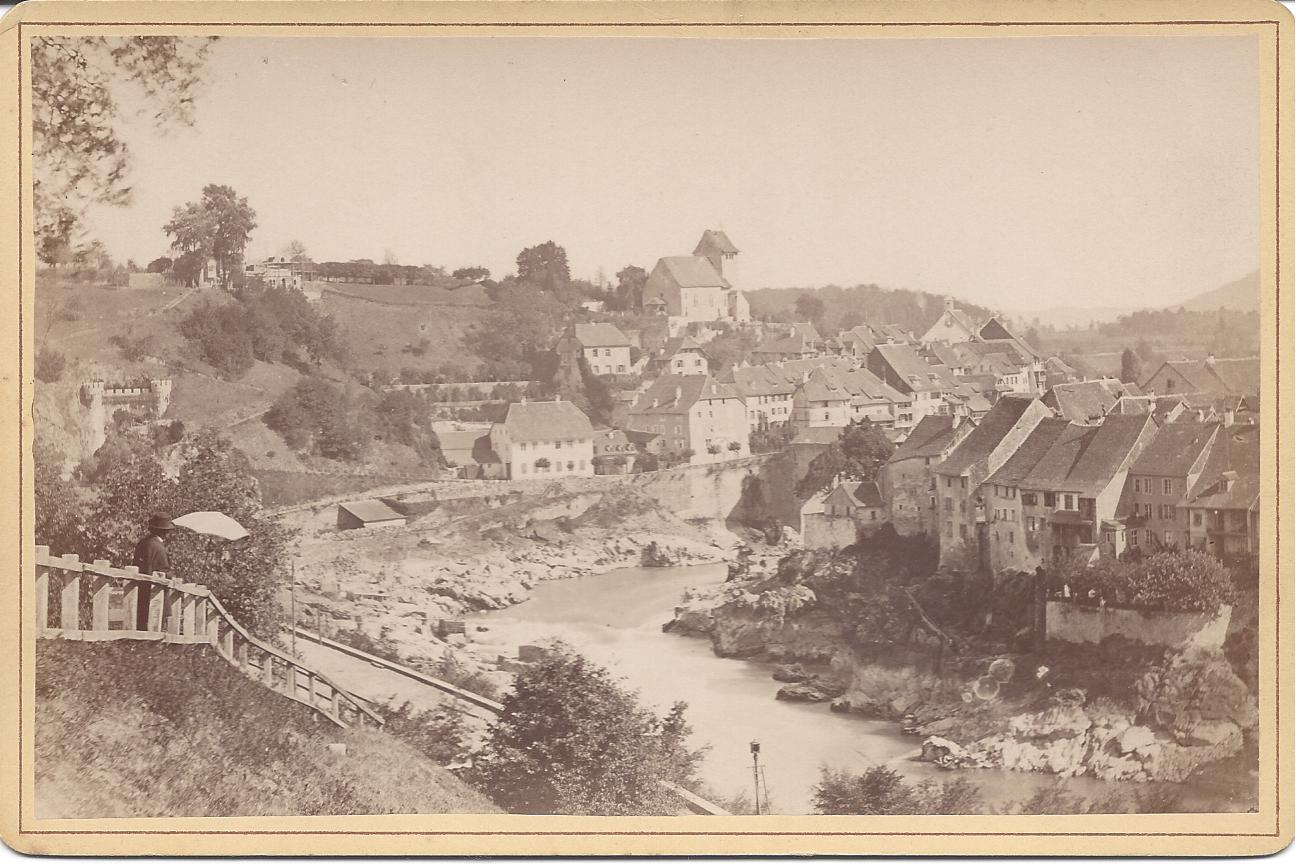
Das rechtsrheinische Laufenburg (Baden) 1864, linksrheinisch Laufenburg (AG), Blickrichtung flussaufwärts

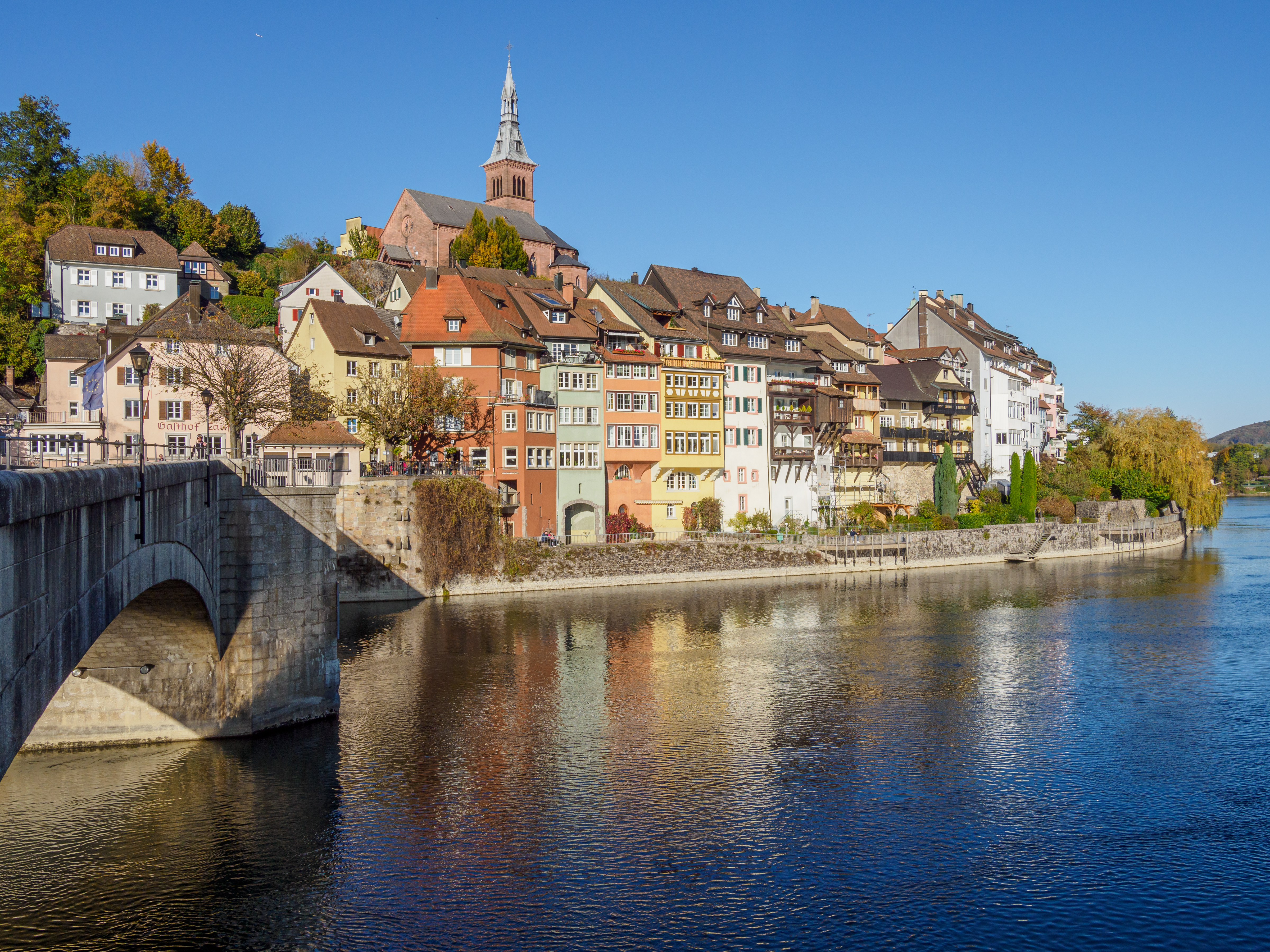
Blick von Laufenburg (Aargau) auf Laufenburg (Baden)

### Bis zum 18. Jahrhundert
Laufenburg wurde 1173 erstmals urkundlich erwähnt, als das Kloster in Säckingen den Ort als Lehen an die Habsburger übergab. Die erste urkundliche Erwähnung von Loufenberc erfolgte im Jahr 1207; der Ortsname bedeutet «Berg beim Wasserfall, beim Wasserstrudel, bei den Stromschnellen». Demgemäß bestanden damals bereits Burganlagen (nördliche Burg Ofteringen und südliche Burg auf dem Hügel) neben der Stromschnelle im Rhein, dem Kleinen Laufen, der später die beiden Stadtteile trennte. An dieser schmalen Stelle im Flusslauf konnte mit Pfeilern auf den über das Wasser aufragenden Felsen mit verhältnismäßig wenig Aufwand eine Brücke errichtet werden. Laufenburg war Münzstätte der Grafen von Habsburg-Laufenburg.
1315 erlangte Laufenburg das habsburgische Stadtrecht. Zum Schutz des Flussübergangs wurde als Ergänzung der Stadtbefestigung und zum Schutz der Häuser an der Hauptstraße, der zur Landstraße hinaufführte, ein weiträumiges Vorwerk am nördlichen Flussufer mit Türmen und dem Waldtor (an der Stelle des heutigen Rathauses) errichtet. Aus dieser kleinen Vorstadt, die eine eigene Kirche besaß, entwickelte sich die heutige Stadt Laufenburg (Baden).
Im Dreißigjährigen Krieg waren Laufenburg und das Fricktal zeitweise von den Schweden besetzt. Herzog Federigo Savelli geriet in der Schlacht bei Rheinfelden in Gefangenschaft und wurde im Rathaus von Laufenburg eingesperrt, konnte aber mit Hilfe einer Frau fliehen. Aus Rache für seine Flucht über den Rhein (bei Hüningen, da die andern Brücken zerstört waren) in die Schweiz wurden der Pfarrer, der Kaplan und ein schwedischer Feldweibel (dieser wegen des Verlassens seines Postens) kurz darauf auf Anordnung Johanns von Nassau und Johann Ludwigs von Erlach in der Bluttat von Laufenburg hingerichtet.
Im Oktober 1793 ertranken George Samuel Browne und sein Freund Charles Sedley Burdett in den Stromschnellen unterhalb der Laufenbrücke bei dem Versuch, diese mit einem Weidling zu durchfahren. Emil Strauß schrieb 1909 die Novelle Der Laufen.

### 19. Jahrhundert bis heute

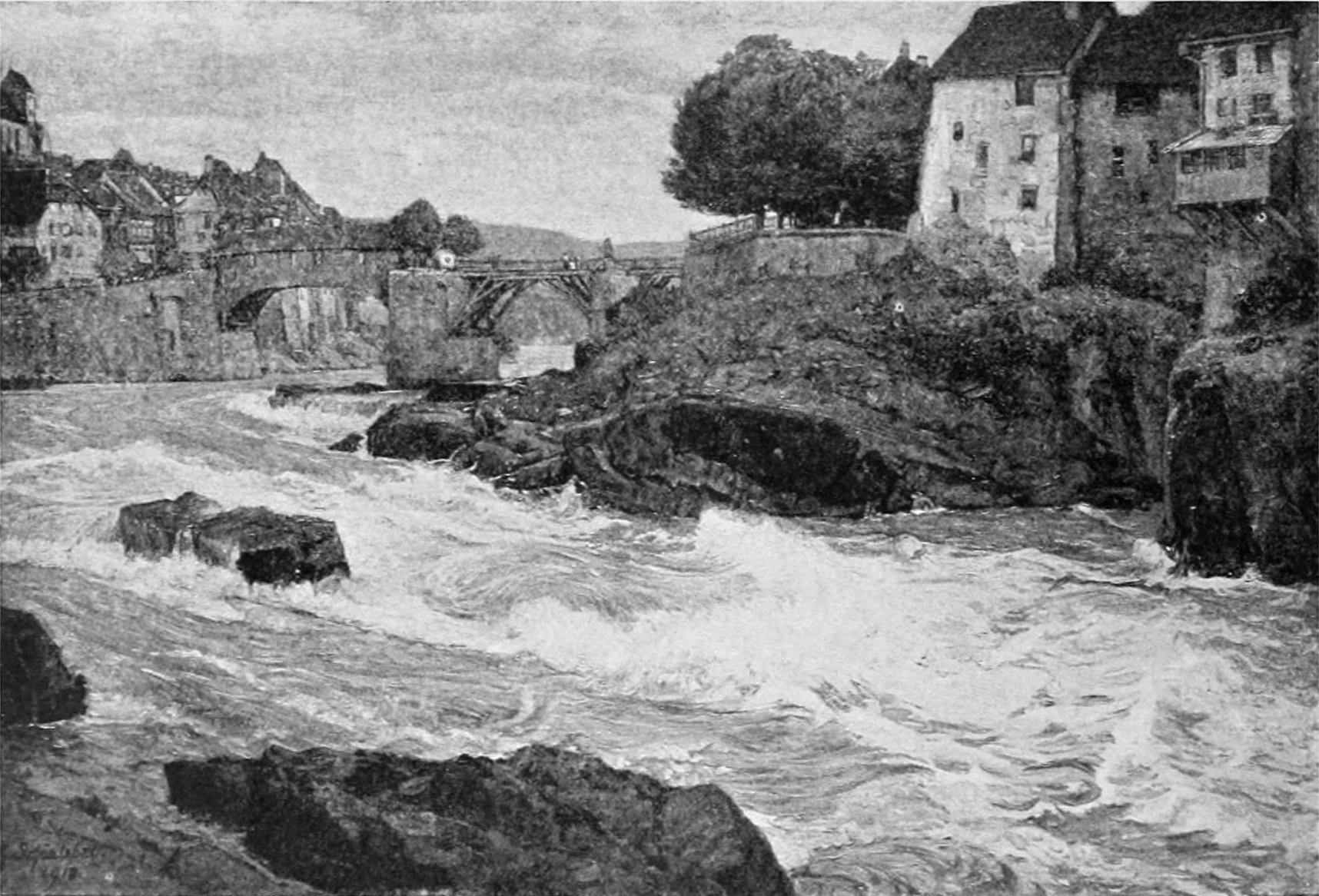
Der Maler Gustav Schönleber dokumentierte den Laufenburger Katarakt vor der Überstauung und teilweisen Sprengung

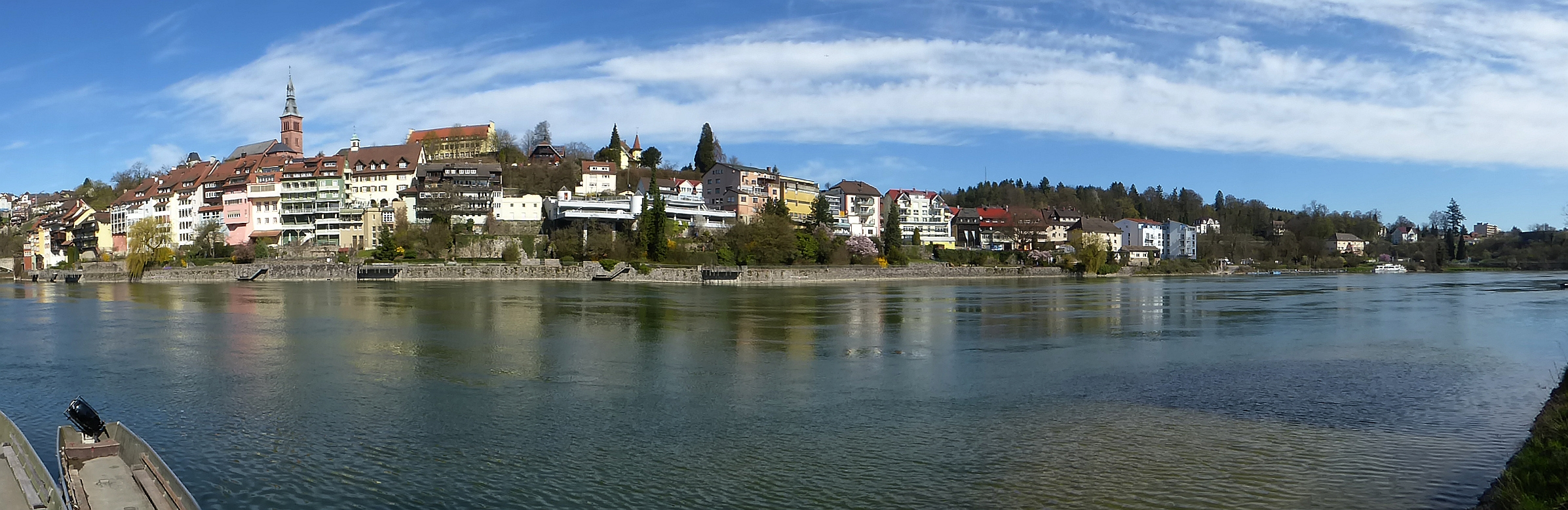
Laufenburg (Baden) gesehen von der Schweizer Seite

Bis 1801 stand ganz Laufenburg als Teil Vorderösterreichs unter habsburgischer Herrschaft. Im Jahre 1801 wurde Laufenburg im Frieden von Lunéville durch Napoleon geteilt. An der Laufenbrücke wurde eine Zollstelle errichtet.

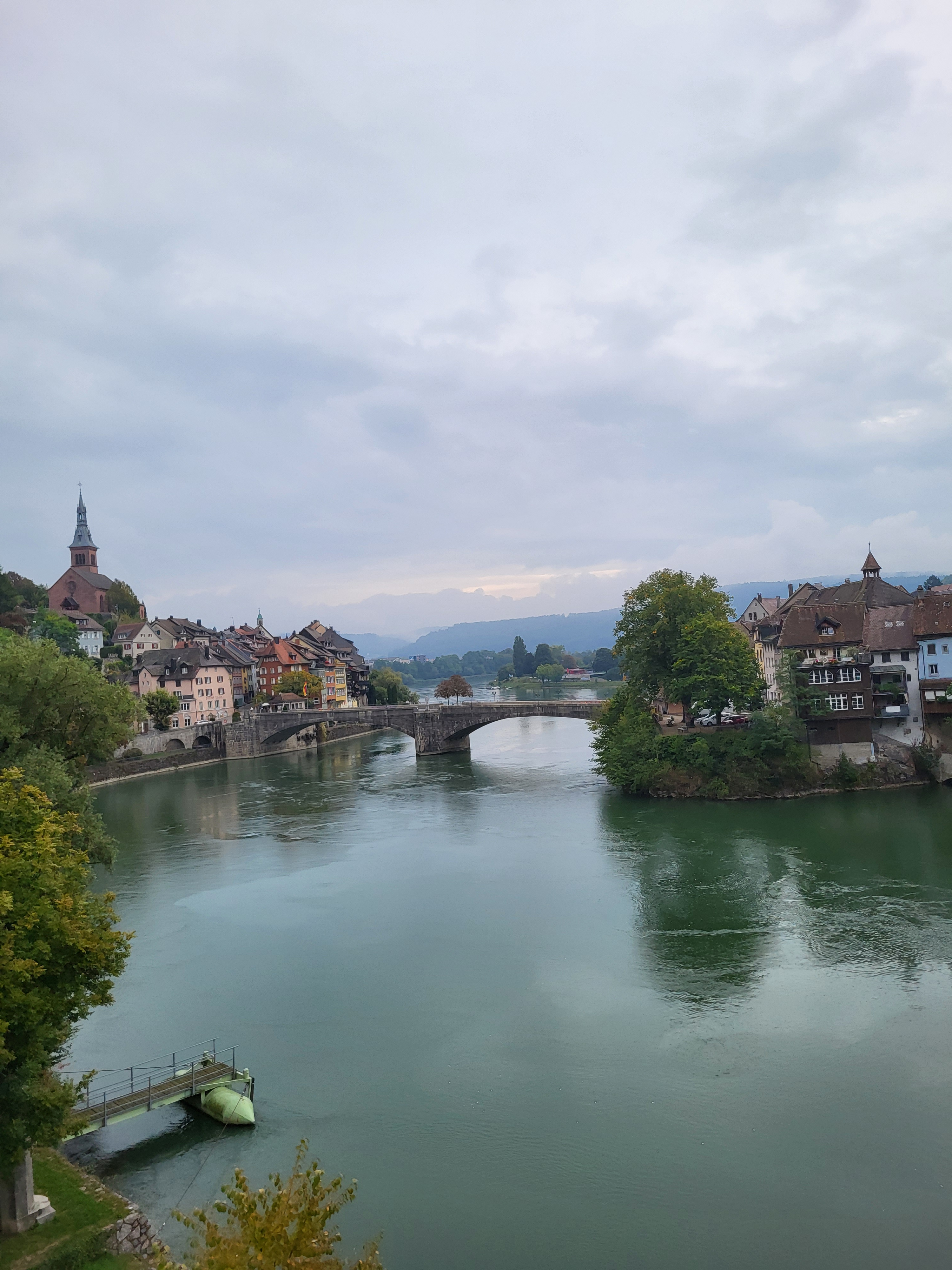
Laufenburg

Das jetzt badische Laufenburg nannte sich fortan Kleinlaufenburg; diesen Namen trug die Stadt bis 1930, als sie ihn durch das noch heute geltende Laufenburg (Baden) ersetzte. In diesem Zusammenhang steht auch die Tatsache, dass die Einheimischen noch heute von Laufenburg AG mit der alten Grafenburg von der mehreren Stadt und von Laufenburg (Baden) von der minderen Stadt sprechen.
Siehe auch Burg Laufenburg.
Im Jahre 1908 wurden beim Bau des 1,2 km stromabwärts gelegenen Laufenburger Kraftwerkes, des ersten stromquerenden Flusskraftwerks im Rhein, einige der Laufenfelsen weggesprengt. Neben dem Rheinfall bei Schaffhausen hatten diese die beeindruckendste Stromschnelle des Hochrheins, den Kleinen Laufen, gebildet. Der Maler Gustav Schönleber war zuvor von der Badenschen Regierung beauftragt worden, diese landschaftliche Sehenswürdigkeit künstlerisch in einem Gemälde festzuhalten.
Viele Bürger Laufenburgs lebten in der Frühen Neuzeit von der Eisenindustrie. Das Doggererz bezog man aus den Bergwerken im Fricktal, vor allem aus Herznach und Frick, und verarbeitete es zu Handelseisen. So schreibt schon Sebastian Münster in seiner Cosmographia „die Bewohner nähren sich zu einem guten Teil von dem Erz das man schmeltzt …“ und bildete als Vignette im Text zu Laufenburg ein Hammerwerk ab. Am 21. Januar 1494 gründeten 33 Hammerschmiedmeister den Hammerschmiedbund.

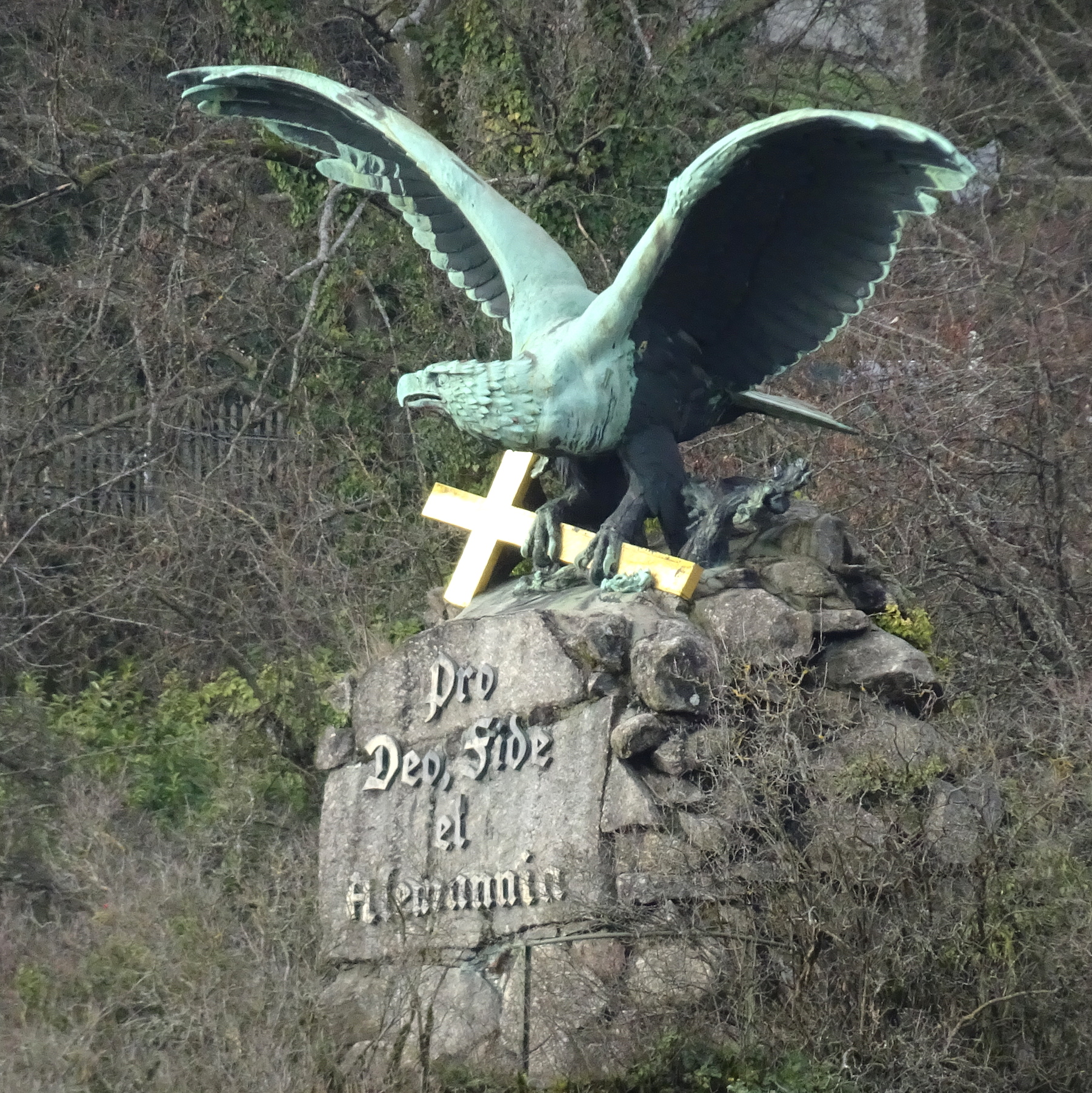
Denkmal Kriegerfelsen.

Ein weiteres bedeutendes Gewerbe bildeten die „Laufenknechte“, die gegen gutes Geld oberhalb der Stromschnellen Schiffe entluden, die Waren auf Karren packten und die leeren Boote an Seilen durch das tosende Wasser führten. Auch Flöße wurden von ihnen aufgebunden, die Stämme einzeln durch den „Laufen“ geschickt und unten wieder zusammengebunden. Die Hochrheinflößerei erreichte Mitte des 19. Jahrhunderts, als die Schifffahrt bereits deutlich abgeflaut war, ihren Höhepunkt. Ab der Aaremündung bei Koblenz wurden zwischen 1852 und 1859 insgesamt 20.618 Flöße, im Jahresdurchschnitt 2.577 Flöße, gezählt. 1927, 15 Jahre nach Fertigstellung des Kraftwerks Laufenburg, fuhr das letzte Floß bis Basel.
Unterhalb der Stromschnellen sammelten sich die Lachse (Salm) auf ihrer Wanderung flussaufwärts. Der Lachsfang war das dritte bedeutende Gewerbe der Stadt und ist bis heute im öffentlichen Bewusstsein besonders präsent, da die Fischerzunft als Narrenzunft weiterlebt.
Heute legen die beiden Schwesterstädte, Laufenburg (Baden) und Laufenburg (Schweiz), einen hohen Wert auf ihre grenzüberschreitenden Beziehungen, und es gibt zahlreiche Feste, insbesondere die alemannische Fasnacht, die von beiden Städten gemeinsam gefeiert werden.

### Eingemeindungen
Ohne Einbeziehung der Bürger wurden
- 1933 Rhina und
- 1934 Stadenhausen (November)

durch die Nationalsozialisten nach Laufenburg eingemeindet. Die Zwangsheirat mit Rhina führte bis in die 1950er Jahre zu erheblichen Spannungen innerhalb der Stadtgesellschaft.
Im Zuge der Gemeindegebietsreform in Baden-Württemberg wurden folgende Gemeinden nach Laufenburg (Baden) eingemeindet:
- 1. Juli 1971: Grunholz[9]
- 1. Januar 1972: Hauenstein[9]
- 1. Mai 1972: Luttingen und Binzgen[9]
- 1. Juli 1972: Rotzel[9]
- 1. Januar 1975: Hochsal[10]

Wappen der ehemaligen Gemeinden

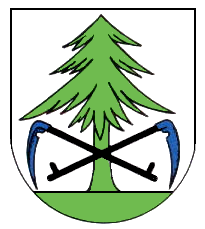
Binzgen
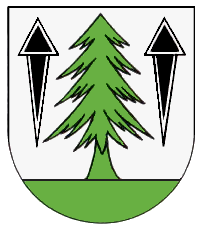
Grunholz
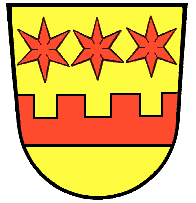
Hauenstein
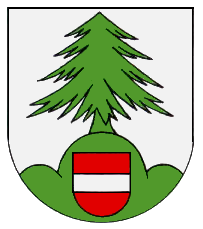
Hochsal
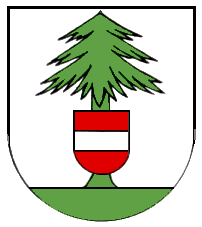
Luttingen
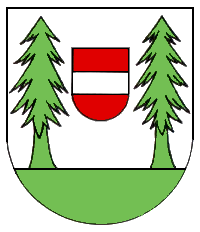
Rotzel

### Einwohnerentwicklung
- 1802:   270 – nach Teilung der Stadt durch Napoleon
- 1900:   600
- 1930:  1000
- 1933:  1424 – mit dem neuen Ortsteil Rhina
- 1939:  1924 – mit dem neuen Ortsteil Stadenhausen
- 1946:  2006
- 1948:  2150
- 1949:  2200
- 1951:  2397
- 1957:  3140
- 1961:  3400
- 1963:  3512
- 1967:  3700
- 1974:  7100 – nach der Gebietsreform mit weiteren 6 Ortsteilen
- 1978:  7300 – davon Kernstadt > 4000
- 2022:  9136

## Kultur, Religion und Sehenswürdigkeiten

### Fasnacht
In Laufenburg hat sich bis heute eine der ältesten Fasnachten im süddeutschen Raum erhalten. Hauptträger der Fasnacht ist die Narro-Altfischerzunft 1386. Ihre Entstehung geht bis ins Jahr 1386 zurück und wurzelt in der österreichischen Vergangenheit der Stadt Laufenburg. Im besagten Jahr erfolgte unter Graf Hans IV. von Habsburg-Laufenburg der Verkauf der Burg, Stadt und Herrschaft Laufenburg an seinen Vetter, den österreichischen Herzog Leopold III. Am 4. Juli 1386 nahm Herzog Leopold III. die Huldigungen seiner neuen Untertanen an und aus dieser Zeit stammt die Sage vom Laufenburger Fasnachtskleid. Auf die Frage des Herzogs nach einem Anliegen ergriffen die Laufenburger Ratsherren die Gelegenheit und baten ihren Herrn um ein besonderes Gewand, woran man die treuen Laufenburger vor aller Welt erkennen könne. Sie erhielten ein Gewand aus unzähligen bunten Lappen, die wie Schuppen der edlen Lachse aufeinanderlagen. Die Ratsherren fanden an diesem Kleid keinen Gefallen. Die Fischerzunft aber, die schon damals die Fasnacht als ihr Hauptfest feierte, nahm das Gewand gerne an und trug es fortan an der Fasnacht. Die Krönung des Schuppenkleides ist eine von einem Künstler aus einem Stück geschnitzte Holzmaske. Napoleon vermochte 1801 durch seinen Machtanspruch die vorher vereinte Stadt politisch zu trennen, nicht aber ihr Narrentum: Die Städte beiderseits des Rheins haben noch heute eine gemeinsame Zunft, die getrennt verwaltet wird.
Jedes Jahr am ersten Faißen (fetten) Donnerstag findet abwechselnd einmal auf Badischer und einmal auf Schweizer Seite das traditionelle Hauptbott statt. Zum Hauptbott sind alle Zunftbrüder mit „Wiibli“, Zunftfreunden, Gästen und Gönnern sowie Abordnungen beider Stadträte eingeladen. Bei dieser Versammlung werden nochmals die Höhepunkte des vergangenen Jahres angesprochen. Auch die Gäste haben das Wort. Hauptereignis ist aber die Aufnahme von neuen Zunftbrüdern.
Anwärter für die Aufnahme in die Zunft müssen einige Jahre in Laufenburg ihren Wohnsitz haben und männlichen Geschlechts sein. Ein schriftlicher Antrag mit Begründung für den Eintritt in die Narrenzunft muss dem Zunftrat vorliegen. Zur Aufnahme in die Zunft bedarf es einer Zweidrittelmehrheit. Diese Abstimmung wird in geheimer Wahl durch die anwesenden Zunftbrüder an einem Bott vorher durchgeführt.

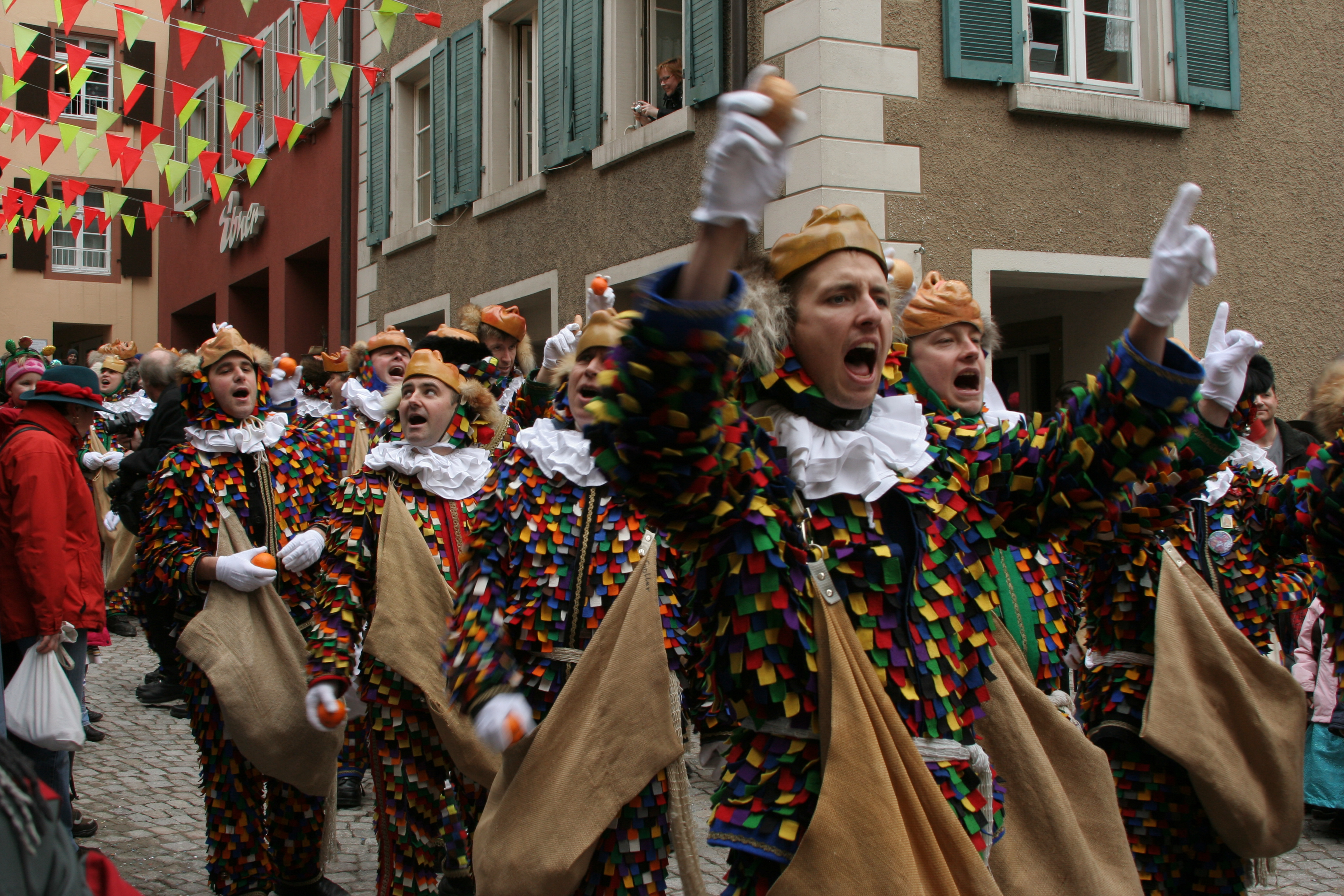
Narronen beim Narrolaufen 2009

Zu den Hauptbräuchen gehört neben der Tschättermusik auch das Narrolaufen. An den drei Faissen-Donnerstagen vor der Fasnacht versammeln sich frühmorgens und abends Jung und Alt in den verschiedensten Kostümen und mit allerlei Lärminstrumenten bewaffnet beim Wasentor beziehungsweise Waldtor, voran die Narronen. Gewaltig und mit ohrenbetäubenden Schlägen beginnt sie, die Tschättermusik. Mit langsamen Schritten zwängt sich der Zug durch die engen Gassen der Stadt. Gemessenen Schrittes geht es Städtle auf und Städtle ab mit Trommeln, Pauken, Trompeten, alten Pfannendeckeln, Eisenstücken, Sägeblättern, Eisenröhren und alten Töpfen, alles was Lärm macht. Von allen überlieferten Fasnachtsbräuchen am Hochrhein kann diese Tschättermusik für sich in Anspruch nehmen, dass sie am frühesten durch Quellen belegt werden kann.
Der zweite Brauch ist das Narrolaufen am Fasnachtsdienstag, am großen Tag der Narronen. Das Narrolaufen bildet den letzten Höhepunkt der Laufenburger Fasnacht. Die Narronen ziehen, ihre Säcke gefüllt mit Orangen, Wecken und Würsten, rückwärts durch die alten Gassen. Hinter ihnen her drängt die lärmende Kinderschar und im Chor weithin hörbar ertönen die alten Verse, die teilweise historischen Charakter haben. Nach erfolgreichem Aufsagen werden die Kinder mit den Esswaren belohnt. Die wahrscheinlichste Deutung für das Narrolaufen ist die Weiterführung des mittelalterlichen Brauchs der Witwen- und Waisenbescherung. Fischerei und Flößerei forderten zu jeder Zeit ihre Opfer, sodass es in der Stadt immer häufiger hilfsbedürftige Waisen und Witwen gab. Sie mussten nach den Fischer- und Flößerverordnungen aus der gemeinsamen Kasse der Zunft unterstützt werden.

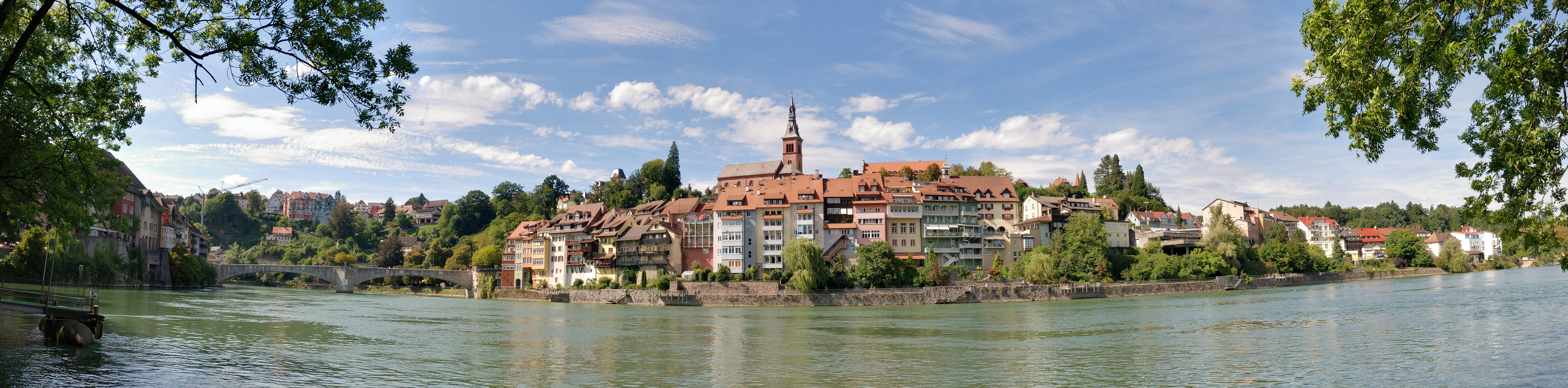
Panorama Laufenburg (Baden) von der Schweizer Seite aus

### Religion
Die überwiegend katholische Bevölkerung wird ortsübergreifend von der Seelsorgeeinheit Laufenburg-Albbruck betreut.
Die evangelische Kirchengemeinde Laufenburg umfasste (Stand 2019) rund 1340 Mitglieder bei etwa 9000 Einwohnern und ist mit Ausnahme von Hauenstein, das zur Kirchengemeinde Albbruck gehört, identisch mit dem Stadtgebiet.

### Bauwerke
- Stadtkirche Heilig Geist: 1324 erwähnt, 1883–1884 Bau der neugotischen Kirche[17]
- Im Ortsteil Hauenstein – vor der Eingemeindung kleinste Stadt Deutschlands – steht die Burgruine Hauenstein.
- Im Ortsteil Hochsal:[18]
  - Katholische Pfarrkirche St. Pelagius: Dreischiffige gotische Basilika aus dem Mittelalter, um 1770 barockisiert. Von der Ausstattung ist die spätgotische Sakramentsnische (um 1515) im Chor hervorzuheben. In der romanischen Krypta steht der Sarg der hl. Mechthild (1088?).[19]
  - Ölbergkapelle mit monumentalem Ölberg (um 1500) und Altar mit Steinrelief der hl. Anna selbdritt.
  - Pfarrhaus (1778).
- Im Ortsteil Rhina befinden sich die teilweise ausgegrabenen und konservierten Mauerreste einer Villa rustica, eines römischen Gutshofs.[20]

Die historische Stadt steht im Zusammenhang mit den Bauwerken im linksrheinischen Teil, der seit 1801 zur Schweiz zählt.

## Politik

### Gemeinderat
Der Stadtrat in Laufenburg besteht aus den 18 gewählten ehrenamtlichen Gemeinderäten und dem Bürgermeister als Vorsitzendem. Der Bürgermeister ist im Gemeinderat stimmberechtigt.
Die Kommunalwahl am 9. Juni 2024 führte zu folgendem Endergebnis.
| Parteien und Wählergemeinschaften | Parteien und Wählergemeinschaften           | % 2024  | Sitze 2024 | % 2019 | Sitze 2019 | Kommunalwahl 2024 %403020100 39,22 %29,22 %14,38 %8,17 %9,01 % FWCDUGrüneSPDAfDGewinne und Verlusteim Vergleich zu 2019 %p 6 4 2 0 −2 −4 −6 −8+0,52 %p+3,32 %p−2,22 %p−6,03 %p+4,31 %pFWCDUGrüneSPDAfD |
| FW                                | Freie Wähler                                | 39,22   | 7          | 38,7   | 7          | Kommunalwahl 2024 %403020100 39,22 %29,22 %14,38 %8,17 %9,01 % FWCDUGrüneSPDAfDGewinne und Verlusteim Vergleich zu 2019 %p 6 4 2 0 −2 −4 −6 −8+0,52 %p+3,32 %p−2,22 %p−6,03 %p+4,31 %pFWCDUGrüneSPDAfD |
| CDU                               | Christlich Demokratische Union Deutschlands | 29,22   | 5          | 25,9   | 5          | Kommunalwahl 2024 %403020100 39,22 %29,22 %14,38 %8,17 %9,01 % FWCDUGrüneSPDAfDGewinne und Verlusteim Vergleich zu 2019 %p 6 4 2 0 −2 −4 −6 −8+0,52 %p+3,32 %p−2,22 %p−6,03 %p+4,31 %pFWCDUGrüneSPDAfD |
| GRÜNE                             | Bündnis 90/Die Grünen                       | 14,38   | 3          | 16,6   | 3          | Kommunalwahl 2024 %403020100 39,22 %29,22 %14,38 %8,17 %9,01 % FWCDUGrüneSPDAfDGewinne und Verlusteim Vergleich zu 2019 %p 6 4 2 0 −2 −4 −6 −8+0,52 %p+3,32 %p−2,22 %p−6,03 %p+4,31 %pFWCDUGrüneSPDAfD |
| SPD                               | Sozialdemokratische Partei Deutschlands     | 8,17    | 1          | 14,2   | 2          | Kommunalwahl 2024 %403020100 39,22 %29,22 %14,38 %8,17 %9,01 % FWCDUGrüneSPDAfDGewinne und Verlusteim Vergleich zu 2019 %p 6 4 2 0 −2 −4 −6 −8+0,52 %p+3,32 %p−2,22 %p−6,03 %p+4,31 %pFWCDUGrüneSPDAfD |
| AfD                               | Alternative für Deutschland                 | 9,01    | 2          | 4,7    | 1          | Kommunalwahl 2024 %403020100 39,22 %29,22 %14,38 %8,17 %9,01 % FWCDUGrüneSPDAfDGewinne und Verlusteim Vergleich zu 2019 %p 6 4 2 0 −2 −4 −6 −8+0,52 %p+3,32 %p−2,22 %p−6,03 %p+4,31 %pFWCDUGrüneSPDAfD |
| gesamt                            | gesamt                                      | 100,0   | 18         | 100,0  | 18         | Kommunalwahl 2024 %403020100 39,22 %29,22 %14,38 %8,17 %9,01 % FWCDUGrüneSPDAfDGewinne und Verlusteim Vergleich zu 2019 %p 6 4 2 0 −2 −4 −6 −8+0,52 %p+3,32 %p−2,22 %p−6,03 %p+4,31 %pFWCDUGrüneSPDAfD |
| Wahlbeteiligung                   | Wahlbeteiligung                             | 55,82 % | 55,82 %    | 50,7 % | 50,7 %     | Kommunalwahl 2024 %403020100 39,22 %29,22 %14,38 %8,17 %9,01 % FWCDUGrüneSPDAfDGewinne und Verlusteim Vergleich zu 2019 %p 6 4 2 0 −2 −4 −6 −8+0,52 %p+3,32 %p−2,22 %p−6,03 %p+4,31 %pFWCDUGrüneSPDAfD |

### Bürgermeister
Ulrich Krieger wurde im Jahr 2009 im Alter von 26 Jahren zum damals jüngsten Bürgermeister Baden-Württembergs gewählt. 2016 und 2024 wurde er wiedergewählt.

### Städtepartnerschaft
Laufenburg unterhält seit 1973 eine Partnerschaft mit dem französischen Le Croisic im Département Loire-Atlantique im Westen der Pays de la Loire.

## Wappen
In Gold ein aufgerichteter roter Löwe. Das Wappen der Stadt Laufenburg (Baden) ist historisch begründet. Schon in dem um 1250 entstandenen Stadtsiegel, dessen frühester Abdruck aber aus dem Jahre 1275 vorliegt, präsentiert sich der Habsburger Löwe, der seit dem 15. Jahrhundert im Schild erscheint. Der Habsburger Löwe blieb als Stadtwappen trotz des Herrschafts- und Namenswechsels. Die Flagge ist rot-gelb.
Die Blasonierung des mit dem der Schweizer Schwesterstadt identischen Wappens lautet: „In Gold ein aufsteigender roter Löwe.“

## Wirtschaft und Infrastruktur

### Energiegewinnung

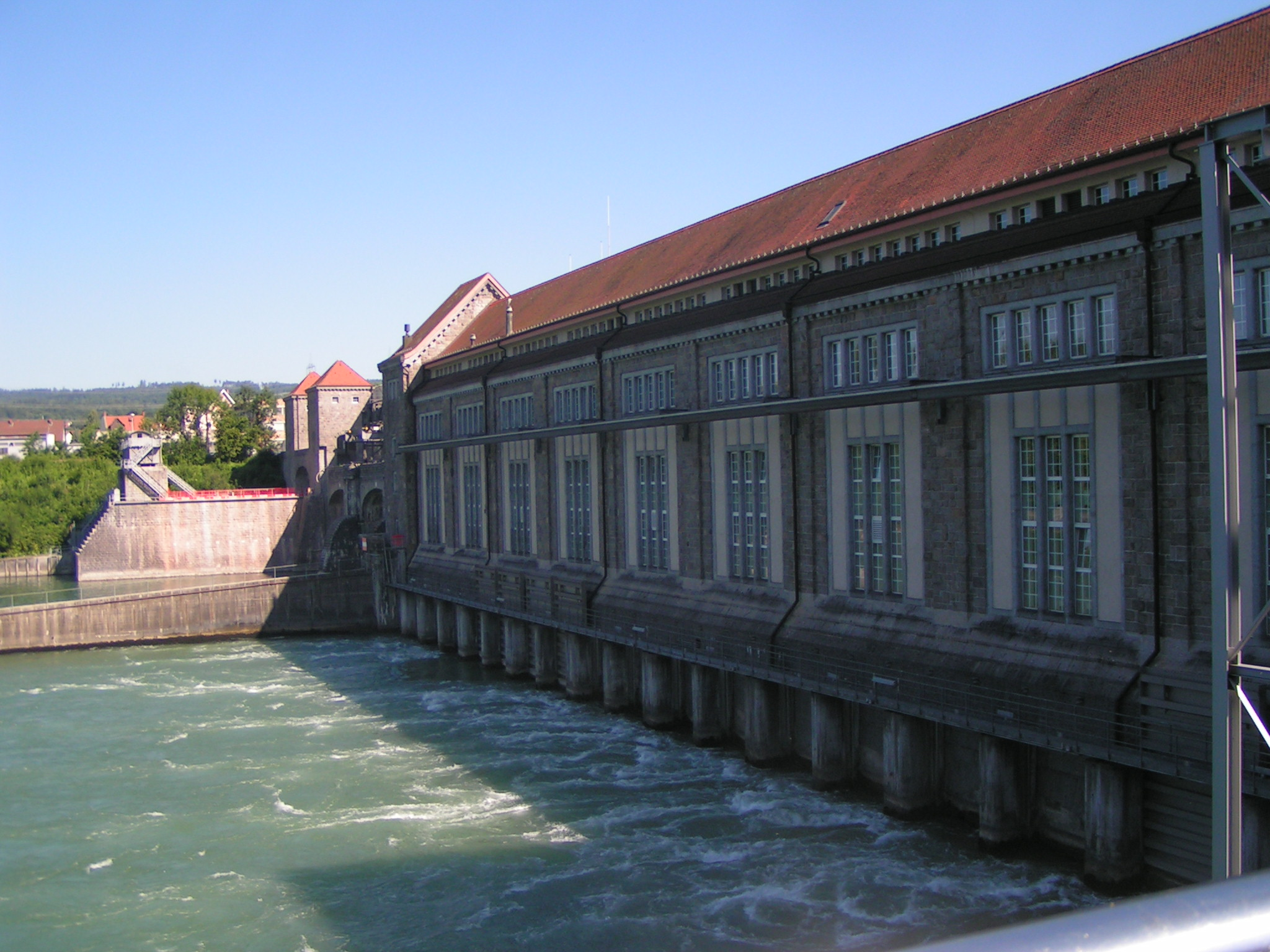
Blick auf das Wasserkraftwerk Laufenburg von der Schweizer Rheinseite

Mit dem Bau des Wasserkraftwerks Laufenburg (heutiger Eigentümer: Energiedienst Holding AG) wurde am 10. Februar 1908 begonnen. Das Wasserkraftwerk Laufenburg produzierte 2008 rund 700 Millionen Kilowattstunden Strom.
Laufenburg ist das erste Wasserkraftwerk, das quer zum Rhein gebaut wurde. Noch heute ist Laufenburg daher ein klassisches Vorbild für moderne Laufwasserkraftwerke. Mit einer Leistung von 40 Megawatt (MW) war das Kraftwerk Laufenburg in den ersten Betriebsjahren das leistungsstärkste in Europa. Zehn Francis-Maschinen-Gruppen sorgten zunächst für eine jährliche Stromproduktion von rund 310 Millionen Kilowattstunden.
Das Kraftwerk Laufenburg versorgt in einem Gebiet von knapp 4.000 Quadratkilometern rund 750.000 Menschen mit Strom und energienahen Dienstleistungen. Zu den regionalen Kunden gehören fast 300.000 Privat- und Gewerbekunden, über 2.500 Geschäftskunden und 19 weiterverteilende kommunale Kunden.
Im Jahr 2006 verlegte die Schluchseewerk AG Ihre Hauptverwaltung von Freiburg nach Laufenburg-Rhina. Dieses Unternehmen, an dem auch Energiedienst (AG und Holding AG) beteiligt ist, sieht seine Hauptaufgabe in Pumpspeicher- und Laufwasserkraftwerken im südlichen Schwarzwald (Schluchseegruppe mit den Kraftwerken Häusern, Witznau und Waldshut sowie Hotzenwaldgruppe mit den Kraftwerken Säckingen, Wehr und Schaltanlage Kühmoos).

### Verkehr

#### Straßenverkehr
Innerhalb des Stadtgebiets von Laufenburg führen zwei Brücken über den Rhein. Dies sind (in Fließrichtung des Rheins) die Hochrheinbrücke außerhalb der Stadtsiedlung flussaufwärts und die Laufenbrücke im alten Stadtzentrum.

#### Eisenbahnverkehr

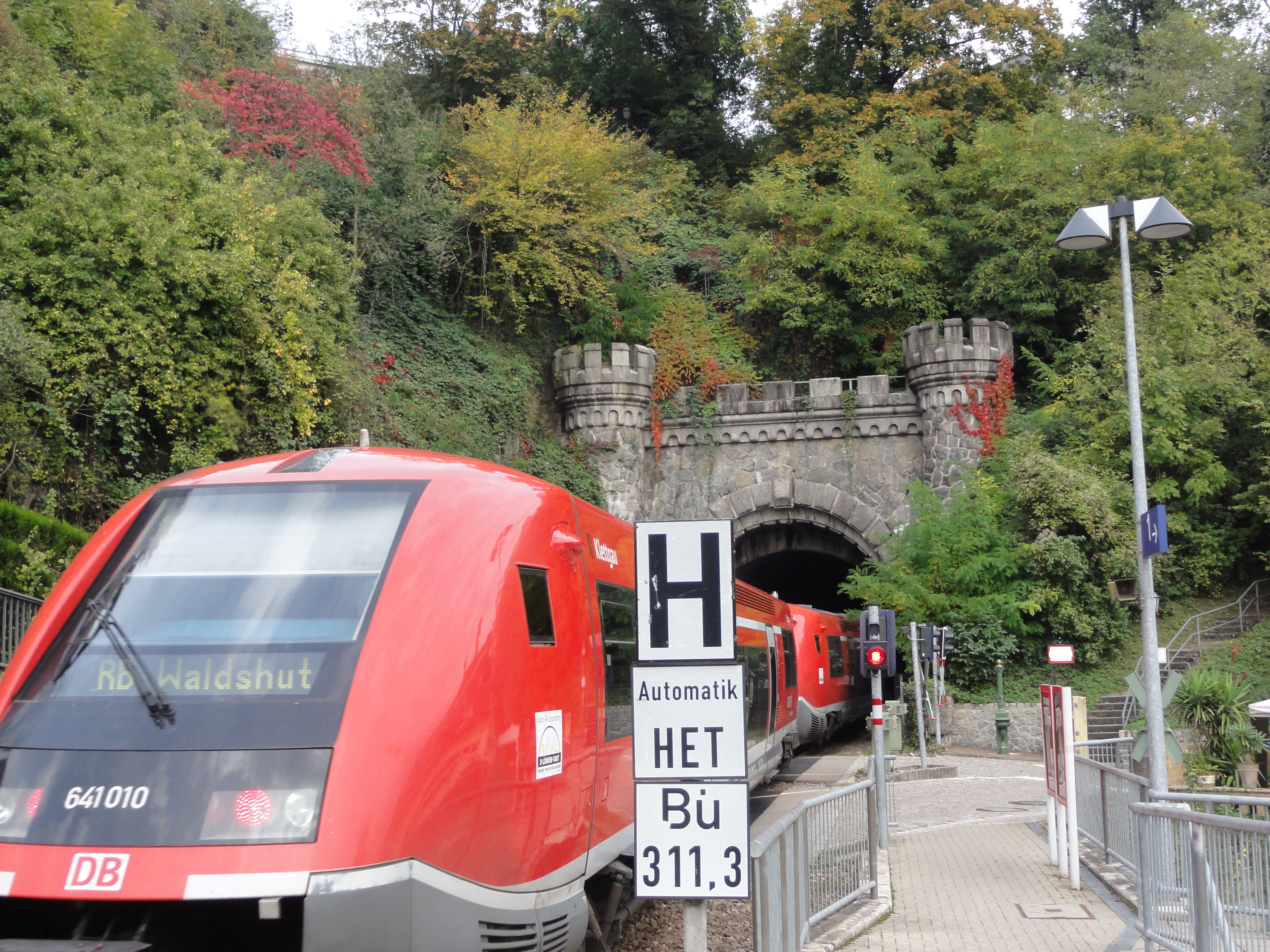
Rappensteintunnel beim Laufenburg (Baden) Bf

Die Hochrheinbahn wurde in den Jahren 1853–56 gebaut. Laufenburg hat zwei Haltepunkte an dieser Strecke, Laufenburg (Baden) und Laufenburg (Baden) Ost. Zwischen beiden Haltepunkten befindet sich der Rappensteintunnel, dessen Portale Kulturdenkmäler nach dem Denkmalschutzgesetz von Baden-Württemberg sind.

#### Radverkehr
Durch eine Alltagsroute aus dem Radnetz Baden-Württemberg ist Laufenburg über Murg mit Bad Säckingen und über die Ortsteile Luttingen und Hauenstein und über Albbruck mit Waldshut-Tiengen verbunden.
Durch Laufenburg verlaufen die folgenden Landes-Radfernwege:
- Der baden-württembergische Rheinradweg von Konstanz bis Mannheim ist Teil des Rheinradwegs, der von der Quelle des Rheins am Oberalppass im Schweizer Kanton Graubünden bis zur Mündung bei Rotterdam führt. Er verläuft von Waldshut kommend nach Laufenburg und weiter nach Bad Säckingen. Er ist am Hochrhein ausgewiesen als Eurovelo-Route 6 (Atlantik – Schwarzes Meer) und 15 (Rheinradweg)[29] und als D-Routen 6 (Donauroute) und 8 (Rhein-Route)[30].
- Der Südschwarzwald-Radweg führt auf derselben Trasse durch Laufenburg. Er führt als Rundweg von Hinterzarten über Waldshut-Tiengen, Basel und Freiburg rund um den Naturpark Südschwarzwald.

#### Schifffahrt
Bei der Mündung des Andelsbachs in den Rhein befindet sich eine Anlegestelle der Fahrgastschifffahrt.

## Bildung
- Hans-Thoma-Schule, Grund-, Haupt-, Werkreal- und Realschule
- Hebelschule, Grundschule in den Ortsteilen Rhina und Luttingen

## Persönlichkeiten

### Ehrenbürger
Mathias Föhrenbach siehe unter Weitere Persönlichkeiten, die vor Ort gewirkt haben
1. Mary Elizabeth Codman (1839–1929), Ausbau der Villa über dem Laufen zum „Schlössle“, Schenkungen an die Stadt – Verleihung 21. Januar 1921
2. Hermann Carl Starck (1891–1974), Unternehmer und Mäzen; stiftete u. a. die „Rathenau-Anlage“ am Andenbach/Rhein-Ufer – Verleihung 25. April 1966
3. Albert Wasmer (1917–1988), in der Nachkriegszeit 31 Jahre Bürgermeister von Laufenburg, außerdem Beisitzer beim Arbeitsgericht Lörrach, Vorsitzender der Gasversorgung Hochrhein und maßgeblich bei der Fremdenverkehrsgemeinschaft Südlicher Schwarzwald – Verleihung 1. Oktober 1982
4. Jakob Eschbach (1914–1985), ab 1957 bis zur Eingemeindung nach Laufenburg (1972) Bürgermeister von Luttingen und danach dortiger Ortsvorsteher – Verleihung 27. November 1984

### Söhne und Töchter der Stadt
- Johann Jakob Franz Vicarius (1664–1716), Arzt und Toxikologe, Stadtphysikus in Waldshut und Professor in Konstanz und Freiburg
- Franz Josef Sulzer (1727–1791), Historiker und Romanist, Offizier in Siebenbürgen
- Fridolin Huber (1763–1841), katholischer Geistlicher und Theologe, geboren in Hochsal
- Friedrich Haas (1811–1886), Orgelbauer
- Leo Haas (1817–1882), Ingenieur und Unternehmer
- Albert Maier (1890–1962), geboren in Rotzel, Politiker (CDU), Landtagsabgeordneter
- Josef Matt (1900–1968), geboren in Stadenhausen, Landwirt und Politiker (SPD), Landtagsabgeordneter
- Karl Villinger (1902–1995), Goldschmied und Maler
- Maria Frumentia Maier OSF (* 1940), katholische Ordensschwester, Sozialpädagogin und Psychologin
- Josef „Sepp“ Bögle (* 1950), Aktionskünstler (Steinskulpturen) und Buchautor
- Janusch Laule (* 1981), Radrennfahrer

### Namensgeber für Straßen/Wege in Laufenburg
In [eckigen Klammern] ist jeweils die Lage im Stadtgebiet angegeben
- Johann Kaspar Albrecht (1639–1711), Pfarrer in Luttingen, Kommandant des Hauensteiner Landfahnens – [OT Luttingen]
- Luise Bauer (* 17. April 1884 in Grunholz als Luise Huber, † 15. Juni 1977 in Tettnang ); stiftete die am 30. Mai 1957 geweihte Kapelle in Grunholz und erfüllte damit das Gelübde ihrer verstorbenen Mutter – Ehrenbürgerin von Grunholz – [OT Grunholz]
- Heinrich Brockmann (* Juli 1908 in Ahden, † 9. Mai 1979 in Laufenburg), leitete für die SS die Umbauarbeiten der Wewelsburg; wurde nach seiner Internierung von der Stadt Laufenburg für den Bauhof eingestellt und leistete sowohl im Hochbau als auch im Tiefbau hervorragende Arbeit; in der Bevölkerung D’r flißigscht Ma in Rothus genannt – [O, südl.v. Waldshuter Str.]
- Hermann Burte (* 15. Februar 1879 in Maulburg als Hermann Strübe, † 21. März 1960 in Lörrach), Dichter, Maler, Schriftsteller; wegen seiner NS-Vergangenheit umstritten – [OT Luttingen]
- Mary Elizabeth Codman (* 26. September 1839 in New York als Mary E. Belknap, † 9. August 1929 in Laufenburg), Mäzenin – Ehrenbürgerin von Laufenburg (s. o.) – [N, zum Rappenstein/ggü. Hl.Geist-Kirche]
- Adolf Döbele (* 30. September 1884 in Rhina, † 20. Juni1966 in Laufenburg), Gymnasial-Professor, Stadtrat, Stadtschreiber, Historiker – [Weg, NO, nördl.v. Waldshuter Str./südl.v. Grunholzer Str.]
- Rudolf Eberle (* 29. März 1926 in Steinbach, † 17. November 1984 in Ludwigsburg), Volkswirt und Politiker; engagierte sich speziell am Hochrhein – [O, südl.v. Waldshuter Str.]
- Jakob Eschbach (28. November 1914 in Luttingen, † 21. Juni 1985 in Laufenburg), Zimmermeister, Bürgermeister – Ehrenbürger von Laufenburg (s. o.) – [Platz, OT Luttingen]
- Friedrich Haas (* 10. Februar 1811 in Laufenburg, † 18. Juli 1886 in Luzern), Orgelbauer; baute in Luzern eine 4-manualige Orgel, erwarb dort das Bürgerrecht (s. o.) – [Weg, N, beim Rappenstein]
- Alfred Joos (* 5. November1883 in Rhina, † 26. Juni 1940 daselbst), Journalist, Heimatforscher; Mitgründer der Narro-Altfischerzunft – [Weg, M, südl.v.Anf. Grunholzer Str.]
- Wilhelm Kiefer (* 10. Juli 1890 in Freiburg, † 23. April 1979 in Baden-Baden), Journalist und Schriftsteller; Autor der Essay-Sammlung Schwäbisches und Alemannisches Land (1975) mit einem Abschnitt über den Hochrhein, wo er auf S. 299 auch über Laufenburg schwärmt, demnach also sicher hier war – [Weg, N, beim Rappenstein]
- Fridolin Lauber (* 17. August 1805 in Hänner, † 23. November 1883 in Binzgen), Bürgermeister, 1854–1860 Mitglied des Badischen Landtags; bewirkte für Laufenburg die Reduzierung der Quartierlasten – [OT Binzgen]
- Heinrich Laufenberg (Name offenbar von seiner Abstammung abgeleitet), (* um 1390 möglicherweise in Freiburg im Breisgau, † 31. März 1460 in Straßburg), Priester, Dichter, Sachbuchautor; ab 1424 Dekan in Zofingen und 1441 Domdechant in Freiburg – [N, beim Rappenstein]
- Graf Luithold – eigentlich Ritter Luithold (* Ende 12. Jh. auf Burg Hauenstein), Ministeriale für die Habsburger, stiftete nach einem Gelübde die Kapelle auf Burg Hauenstein – [OT Hauenstein]
- Adolf Rueb (4. Februar 1881 in Laufenburg, † 6. Dezember 1963 daselbst), Bootsbauer; als Unteroffizier verwundet; letzter Salmenfischer auf er Badischen Seite; alemannischer Erzähler; als Narrone bekannt als der Götti Rueb – [N, beim Rappenstein]
- Fridolin Schmid (* 1834 in Binzgen, † 1915), Ratsschreiber und Steuereinnehmer; von Großherzog Friedrich I. ausgezeichnet mit der silbernen Medaille und der kleinen Goldmedaille – [OT Binzgen]
- Hermann C. Starck (* 7. Juni 1891 in Magdeburg, † 5. Mai 1974 in Berlin), Unternehmer – Ehrenbürger von Laufenburg – [N, beim Rappenstein]
- Hermann Suter (* 28. April 1870 in Kaiserstuhl AG; † 22. Juni 1926 in Basel), Komponist und Chordirigent – Ehrenbürger von Laufenburg/Schweiz – [M, südl.v.Anf. Grunholzer Str.]
- Franz Josef Sulzer (27. Juli 1727 in Laufenburg AG, † August 1791 in Pitești/Rumänien), Hauptmann und Rittmeister, Sprach-Experte und Historiker (s. o.) – [N, zum Rappenstein]
- Hans Thoma (* 2. Oktober 1839 in Bernau, † 7. November 1924 in Karlsruhe), Maler, Grafiker; schuf um 1870 mehrere eindrucksvolle Darstellungen von Laufenburg, die Stadt ehrte ihn dafür mit der Benennung einer 1932 fertiggestellten Schule sowie eines Weges – [NO, nördl.v. Waldshuter Str./südl.v. Grunholzer Str.]
- Joseph Tröndle (21. November 1680 in Rotzel, † 4. September 1747 in Hochsal), Bauer und Zapfwirt, Einungsmeister, Redmann – [OT Rotzel]
- Albert Wasmer (23. Oktober 1917 in Albbruck-Kiesenbach, † 17. Juli 1988 in Solingen), Hauptmann im Zweiten Weltkrieg; als Bürgermeister von Laufenburg (1948–1980) formte er das neue Laufenburg, ohne das alte zu zerstören – Ehrenbürger von Laufenburg – [OT Rhina]
- Fidel Zeller (* 4. April 1824 in Stadenhausen, † 10. September 1891), ab 1853 35 Jahre Bürgermeister; stiftete 1873 zusammen mit seiner Ehefrau Maria, geb. Huber, die Kapelle in Stadenhausen – [OT Stadenhausen]
- Eduard Zimmermann (* 26. Mai 1879 in Rhina, † 20. Februar 1953), Hotelier, Landwirt, Gemeinderechner; Träger der Badischen Verdienstmedaille;1897 Mitbegründer des Turnvereins Rhina (heute TV Laufenburg); 1911 bis 1933 letzter Bürgermeister von Rhina; spendete 1913 ein Grundstück für den Kirchenbau; ab 1947 Stadtrat in Laufenburg – [OT Rhina]
- Matthias Zoller (* im 15. Jh. in Laufenburg), Dichter, Komponist, Ratsschreiber in Bern; schilderte u. a. die Schlacht bei Nancy 1477 – [N, zum Rappenstein]

### Weitere Persönlichkeiten, die vor Ort gewirkt haben
- Mathias Föhrenbach (* 16. April 1767 in Siegelau; † 21. Oktober 1841 in Freiburg); auf der Bronzetafel in der Laufenburger Rathaus-Tordurchfahrt wird er (geschrieben: Matthias F.) als Erster Ehrenbürger bezeichnet, der nach der Stadt-Trennung 1801 durch Napoleon Klein-Laufenburg zu einer selbständigen und lebensfähigen Stadt gemacht hat. Im  Anschluss war er Rechtsrat in Freiburg, Badischer Abgeordneter und zuletzt Oberhofgerichtsrat in Mannheim.
- Wilhelm Friedrich Gmelin (* 1760 in Badenweiler; † 1820 in Rom); er fertigte gegen Ende seiner 10-jährigen Lehrzeit als Kupferstecher 1785 einen Stich mit einem Laufenburger Motiv.
- Julius Langbehn (* 1851 in Hadersleben; † 1907 in Rosenheim), der „Rembrandtdeutsche“ Schriftsteller holte sich bei seinem Aufenthalt hier am Rhein Anregungen für seine Arbeit; ihm wurde in der Heimatstube auf dem Bückle 1956 eine Gedenkstätte eingerichtet.[32]
- Ernst Friedrich Löhndorff (* 1899 in Frankfurt; † 1976 in Waldshut) war ein Abenteuerschriftsteller im Stile von Jack London, er schrieb über 30 Romane. Er lebte im Haus Mariagrün.